# Melanocortina
Las melanocortinas son un grupo de hormonas peptídicas derivadas del polipéptido pro-opiomelanocortina, que incluyen a la hormona adrenocorticotropa (ACTH) y a las diferentes formas de la hormona estimulante de melanocitos (MSH), que a su vez comparten una familia de 5 receptores celulares. Las melanocortinas tienen funciones en: la pigmentación, la inflamación, la homeostasis energética y la función sexual.
Pueden ser sintéticas (creadas en laboratorio).

En humanos son endógenas, producidas a partir de la pro-opiomelanocortina (POMC) en la hipófisis.

Las melanocortinas producen sus efectos conectándose y activando los receptores de melanocortina.

## Receptores
Hay cinco receptores de melanocortina (MCR en inglés) acoplados a proteínas G, una familia de 5 miembros (MC1R-MC5R). 
MC1R se relaciona principalmente a la Hormona Melanoestimulante (MSH) alfa y beta, involucrada en la síntesis paracrina de melanina en la piel, involucrandose en el obscurecimiento de la piel.
MC2R se relaciona principalmente a la Hormona Adrenocorticotrofina (ACTH), en las células de la corteza suprarrenal, en la zona fascicular y reticular, la estimulación de este receptor, induce el aumento del AMPc, activación de la Proteína Kinasa A, activando ciertas proteína y la expresión génica. Aumentan los receptores de superficie de colesterol LDLR, Scavengers de tipo 1 SRB1 favoreciendo la extracción del colesterol desde la sangre. Aumenta la actividad de la lipasa sensible a hormonas, que convierte el colesterol esterificado a colesterol libre, permitiendo el acceso de este último a las mitocondrias. Aumenta la expresión de la HMG-CoA Reductasa, enzima fundamental en la síntesis de colesterol. Aumenta la actividad de la Proteína Reguladora de la Esteroidogénesis Aguda (StAR), que transporta el colesterol desde la membrana externa a la interna de la mitocondria. Incrementa la cantidad y la fosforilación del factor transcripcional CREB, que de manera aguda aumenta la transcripción de la Colesterol Desmolasa (CYP11A1), y de manera prolongada estimula la transcripción de otras enzimas relacionadas con la síntesis e glucocorticoides. El factor CREB estimula la proliferación  y diferencación celular de las zonas reticular y fascicular.
MC3R y MC4R se expresan en regiones del sistema nervioso central directamente relacionadas con el control del apetito. Los receptores están vinculados a la generación de AMPc a través de la proteína G estimuladora (Gs) y la adenilato ciclasa.
En humanos, las mutaciones en MC4R juegan un papel importante dado que se han descrito más de 100 diferentes mutaciones que constituyen la causa más frecuente de obesidad de tipo monogénico (1-6% de los pacientes con obesidad mórbida).

## Funciones
Las funciones fisiológicas de las melanocortinas incluyen: pigmentación, esteroidogénesis, homeostasis energética, secreción exocrina, función sexual, analgesia, inflamación, inmunomodulación, control de temperatura, regulación cardiovascular y regeneración neuromuscular.